# Université de Nankai
L'université de Nankai (chinois simplifié : 南开大学 ; pinyin : nánkāi dàxué) est une université publique située dans le district de Nankai, à Tianjin, en République populaire de Chine.

## Présentation

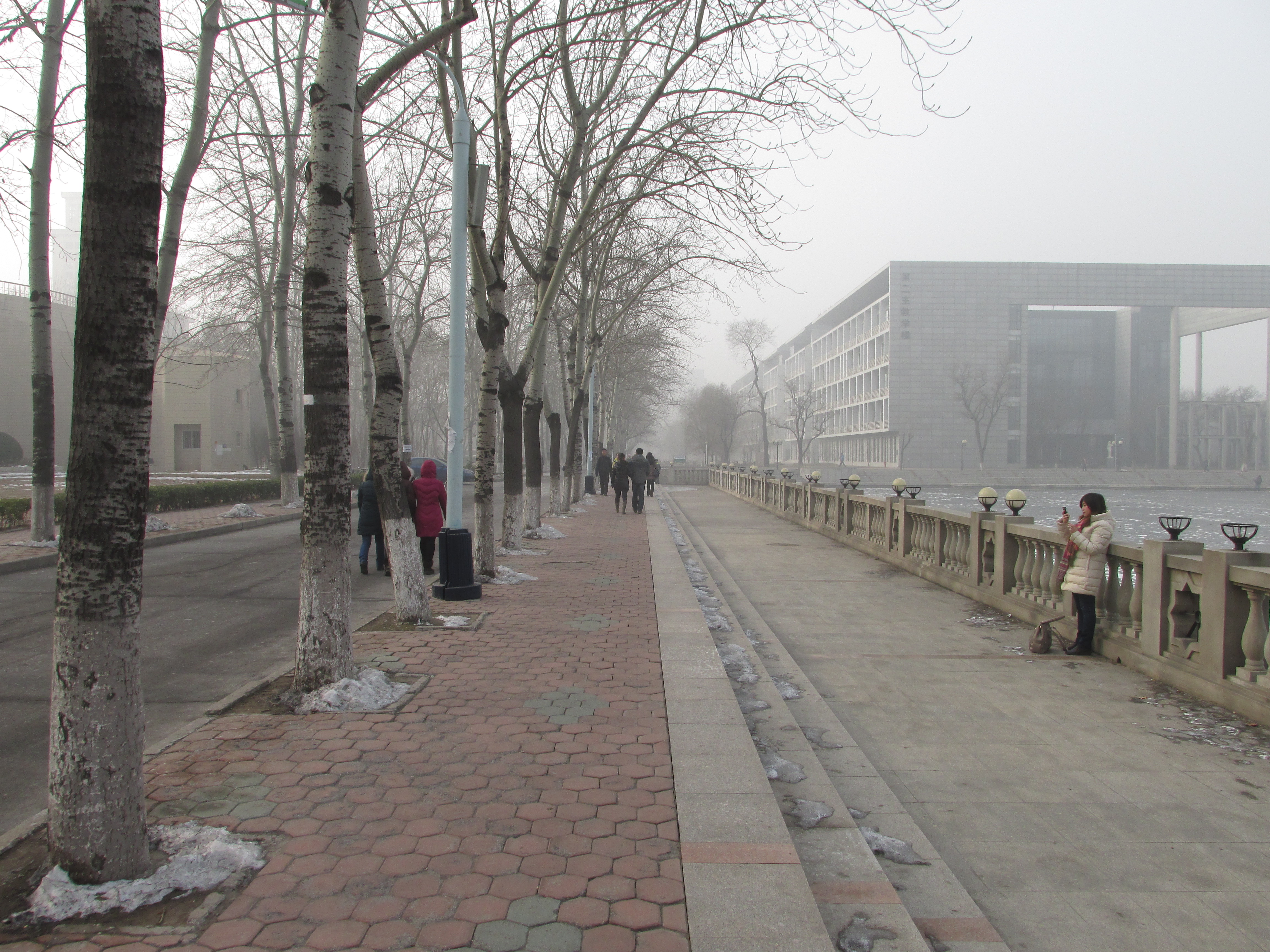
Le campus en hiver.

Cette université doit sa renommée, entre autres, au Premier ministre Zhou Enlai qui l'a fréquentée.